# آوگوست کیورو
آوگوست کیورو (فنلاندی: August Kiuru; ۱۲ ژوئیهٔ ۱۹۲۲ – ۲۳ فوریهٔ ۲۰۰۹) اسکی‌باز صحرانوردی اهل فنلاند بود.